# Tuukka Rask
Tuukka Rask (ur. 10 marca 1987 w Savonlinnie) – fiński hokeista, reprezentant Finlandii, olimpijczyk.
Jego brat Joonas (ur. 1990) jest także hokeistą.

## Kariera
- Ilves (2003-2007)
- Boston Bruins (2007-2021, 2022-)
  -  Providence Bruins (2007-2009)
  -  HC Pilzno 1929 (2009)

Wychowanek klubu SaPKo. Zawodnik został wybrany w drafcie NHL w 2005 przez Toronto Maple Leafs. Nie zagrał jednak w kanadyjskim zespole żadnego spotkania i 5 maja 2007 podpisał kontrakt z Boston Bruins. W sezonach 2007-2008 i 2008-2009 występował głównie w Providence Bruins (zespół stanowiący zaplecze Boston Bruins, występujący w AHL). W tym czasie w NHL rozegrał tylko 5 spotkań. Od sezonu 2009-2010 jest podstawowym (obok Tima Thomasa) bramkarzem Boston Bruins. Od września do listopada 2012 na okres lokautu w sezonie NHL (2012/2013) związany kontraktem z czeskim klubem HC Pilzno 1929. W lipcu 2013 przedłużył kontrakt z Boston Bruins o osiem lat. W 2021 rozstał się z klubem, a w styczniu 2022 podpisał nowy roczny kontrakt.
Uczestniczył w turniejach zimowych igrzysk olimpijskich 2014, Pucharu Świata 2016.

## Sukcesy
Reprezentacyjne
- Brązowy medal mistrzostw świata juniorów do lat 20: 2006
- Brązowy medal zimowych igrzysk olimpijskich: 2014

Klubowe
- Puchar Stanleya: 2011 z Boston Bruins
- Prince of Wales Trophy: 2011, 2013 z Boston Bruins
- Presidents’ Trophy: 2014 z Boston Bruins

Indywidualne
- Mistrzostwa Świata Juniorów w Hokeju na Lodzie 2006:
  - Skład gwiazd turnieju
  - Najlepszy bramkarz turnieju
- AHL (2007/2008):
  - Skład gwiazd
- NHL (2009/2010):
  - Roger Crozier Saving Grace Award – pierwsze miejsce w klasyfikacji skuteczności interwencji w sezonie zasadniczym: 93,1%
- NHL (2012/2013):
  - Drugie miejsce w klasyfikacji skuteczności interwencji w sezonie zasadniczym: 93,0%
  - Czwarte miejsce w klasyfikacji średniej goli straconych na mecz w sezonie zasadniczym: 1,97
- NHL (2013/2014):
  - Trofeum Vezina – najlepszy bramkarz sezonu
- NHL (2016/2017):
  - Mecz Gwiazd NHL edycji 2017